# 신영애
신영애(1971년 11월 6일 ~) 대한민국의 성우이다. 1994년에 한국방송 성우극회 24기로 입사하였다.

## 출연 작품
- 아기와 나(재능방송) - 윤신
- 가정교사 히트맨 리본(투니버스) - 츠나 엄마
- 컴퓨터 형사 가제트(iTV) - 페니
- 교향시편 유레카7(애니맥스) - 링크, 가젯트
- 네기마!?(애니박스) - 나가세 카에데, 아냐, 사오토메 하루나
- 돌격! 빠빠라대(대교방송) - 손예나
- 블리치(투니버스) - 시바 쿠우카쿠
- 유희왕 GX(챔프) - 유벨
- 카미츄!(애니맥스) - 타마(가난신), 행복, 히토츠바시 쇼키치
- 무적캡틴 사우루스(KBS) - 미라
- 싸이킥스(MBC) - 이안
- 랠프의 스파이 대작전(챔프) - 미치
- 오! 나의 여신님 ~싸움의 날개~(애니맥스) - 스쿨드
- 오! 나의 여신님 극장판(애니맥스) - 스쿨드
- 서쪽의 착한 마녀(애니맥스) - 마리에
- 파워스톤(애니맥스) - 아야메
- 샤머닉 프린세스(애니맥스) - 미미
- 델토라 퀘스트(애니맥스) - 프랑소와즈
- 지옥소녀(애니맥스) - 카미카와 미키
- 하품요정 아쿠비 (어린이TV) - 선생님

### 영화
- 극속전설 (KBS)
- 메리 라일리 (KBS) - 애니 (브로나 갈라퍼)
- 위대한 산티니 (KBS)